# Dirka po Sloveniji 2015
Dirka po Sloveniji 2015 je bila dvaindvajseta izvedba Dirke po Sloveniji. To je bila etapna dirka UCI Europe Tour (2.1), ki je potekala od 18. do 21. junija 2015, v skupni dolžini 534,8 kilometra.
Dirko je zmagal je Primož Roglič (Adria Mobil), drugi Mikel Nieve (ŠPA) in tretji Jure Golčer. 
Nosilci preostalih majic so bili: po diskvalifikaciji Davide Appollonia zaradi dopinga je bil Salvatore Puccio naknadno razglašen kot najboljši po točkah (rdeča), Mauro Finetto na gorskih ciljih (modra), Domen Novak je bil najboljši mladi kolesar (bela) in ekipno Adria Mobil.

## Ekipe
Dirko je začelo 128 kolesarjev iz 17 ekip, od tega jo je končalo 113 kolesarjev.

### UCI ProTeams
- Team Sky
- Lampre–Merida
- Team Katusha

### UCI Pro Continental
- UnitedHealthcare
- Androni Giocattoli–Sidermec
- Nippo–Vini Fantini
- Bardiani–CSF
- RusVelo
- Colombia
- Southeast Pro Cycling
- Topsport Vlaanderen–Baloise

### UCI Continental
- Adria Mobil
- Radenska–Ljubljana
- Meridiana–Kamen
- Team Felbermayr–Simplon Wels
- D'Amico–Bottecchia

### Državna reprezentanca
- Slovenija

## Trasa in etape
| Etapa  | Datum   | Trasa                        | Dolžina  | Disciplina | Disciplina      | Zmagovalec         |
| ------ | ------- | ---------------------------- | -------- | ---------- | --------------- | ------------------ |
| 1      | 18 June | Ljubljana – Ljubljana        | 8,8 km   |            | kronometer      | Artjom Ovečkin     |
| 2      | 19 June | Škofja Loka – Kočevje        | 182 km   |            | hribovita etapa | Pierpaolo De Negri |
| 3      | 20 June | Dobrovnik – Trije Kralji     | 178,5 km |            | gorska etapa    | Primož Roglič      |
| 4      | 21 June | Rogaška Slatina – Novo mesto | 165,5 km |            | razgibana etapa | Marko Kump         |
| Skupaj | Skupaj  | 534,8 km                     | 534,8 km | 534,8 km   | 534,8 km        | 534,8 km           |

### Etapa 1
18. junij 2015 — 8,8 km (kronometer)
| Uvr.             | Kolesar           | Ekipa                        | Čas     |
| ---------------- | ----------------- | ---------------------------- | ------- |
| Uradni rezultati |                   |                              |         |
| 1                | Artjom Ovečkin    | RusVelo                      | 10' 22" |
| 2                | Salvatore Puccio  | Team Sky                     | + 0"    |
| 3                | Diego Ulissi      | Lampre–Merida                | + 2"    |
| 4                | Vladimir Isaičev  | Team Katusha                 | + 4"    |
| 5                | Aleksander Porsev | Team Katusha                 | + 5"    |
| DSQ              | Davide Appollonio | Androni Giocattoli–Sidermec  | + 6"    |
| 6                | Marco Canola      | UnitedHealthcare             | + 6"    |
| 7                | Jure Golčer       | Team Felbermayr–Simplon Wels | + 7"    |
| 8                | Sven Erik Bystrøm | Team Katusha                 | + 7"    |
| 9                | Mauro Finetto     | Southeast Pro Cycling        | + 7"    |
| 10               | Andrew Fenn       | Lampre–Merida                | + 9"    |

### Etapa 2
19. junij 2015 — 182 km (hribovita)
| Uvr.                        | Kolesar             | Ekipa                        | Čas        |
| --------------------------- | ------------------- | ---------------------------- | ---------- |
| Uradni rezultati            |                     |                              |            |
| 1                           | Pierpaolo De Negri  | Nippo–Vini Fantini           | 4h 39' 52" |
| 2                           | Antonino Parrinello | D'Amico–Bottecchia           | + 0"       |
| 3                           | Simone Ponzi        | Southeast Pro Cycling        | + 0"       |
| 4                           | Manuele Mori        | Lampre–Merida                | + 0"       |
| 5                           | Salvatore Puccio    | Team Sky                     | + 0"       |
| DSQ                         | Davide Appollonio   | Androni Giocattoli–Sidermec  | + 0"       |
| 6                           | Radoslav Rogina     | Adria Mobil                  | + 0"       |
| 7                           | Thomas Sprengers    | Topsport Vlaanderen–Baloise  | + 0"       |
| 8                           | Mauro Finetto       | Southeast Pro Cycling        | + 0"       |
| 9                           | Matthias Krizek     | Team Felbermayr–Simplon Wels | + 0"       |
| 10                          | Enea Cambianica     | Lampre–Merida                | + 0"       |
| Skupni seštevek po 2. etapi |                     |                              |            |
| 1                           | Artjom Ovečkin      | RusVelo                      | 4h 50' 14" |
| 2                           | Salvatore Puccio    | Team Sky                     | + 0"       |
| 3                           | Diego Ulissi        | Lampre-Merida                | + 2"       |
| 4                           | Vladimir Isaičev    | Team Katusha                 | + 4"       |
| DSQ                         | Davide Appollonio   | Androni Giocattoli–Sidermec  | + 6"       |
| 5                           | Jure Golčer         | Team Felbermayr–Simplon Wels | + 7"       |
| 6                           | Sven Erik Bystrøm   | Team Katusha                 | + 7"       |
| 7                           | Mauro Finetto       | Southeast Pro Cycling        | + 7"       |
| 8                           | Nathan Earle        | Team Sky                     | + 9"       |
| 9                           | Preben Van Hecke    | Topsport Vlaanderen–Baloise  | + 11"      |
| 10                          | Jan Polanc          | Lampre–Merida                | + 12"      |

### Etapa 3
20. junij 2015 — 178,5 km (gorska)
| Uvr.                        | Kolesar                    | Ekipa                        | Čas        |
| --------------------------- | -------------------------- | ---------------------------- | ---------- |
| Uradni rezultati            |                            |                              |            |
| 1.                          | Primož Roglič              | Adria Mobil                  | 5h 04' 39" |
| 2.                          | Mikel Nieve                | Team Sky                     | + 0"       |
| 3.                          | Radoslav Rogina            | Adria Mobil                  | + 0"       |
| 4.                          | Mauro Finetto              | Southeast Pro Cycling        | + 14"      |
| 5.                          | Jure Golčer                | Team Felbermayr–Simplon Wels | + 14"      |
| 6.                          | Diego Ulissi               | Lampre–Merida                | + 25"      |
| 7.                          | Francesco Manuel Bongiorno | Bardiani–CSF                 | + 37"      |
| 8.                          | Jegor Silin                | Team Katusha                 | + 45"      |
| 9.                          | Aleksander Foliforov       | RusVelo                      | + 45"      |
| 10.                         | Matija Kvasina             | Team Felbermayr–Simplon Wels | + 45"      |
| Skupni seštevek po 3. etapi |                            |                              |            |
| 1.                          | Primož Roglič              | Adria Mobil                  | 9h 55' 06" |
| 2.                          | Mikel Nieve                | Team Sky                     | + 5"       |
| 3.                          | Jure Golčer                | Team Felbermayr–Simplon Wels | + 8"       |
| 4.                          | Mauro Finetto              | Southeast Pro Cycling        | + 8"       |
| 5.                          | Diego Ulissi               | Lampre–Merida                | + 14"      |
| 6.                          | Radoslav Rogina            | Adria Mobil                  | + 15"      |
| 7.                          | Salvatore Puccio           | Team Sky                     | + 32"      |
| 8.                          | Jan Polanc                 | Lampre–Merida                | + 44"      |
| 9.                          | Simone Stortoni            | Androni Giocattoli–Sidermec  | + 51"      |
| 10.                         | Aleksander Foliforov       | RusVelo                      | + 53"      |

### Etapa 4
21. junij 2015 — 165,5 km (valovita)
| Uvr.             | Kolesar               | Ekipa                       | Čas        |
| ---------------- | --------------------- | --------------------------- | ---------- |
| Uradni rezultati |                       |                             |            |
| 1.               | Marko Kump            | Adria Mobil                 | 3h 47' 10" |
| 2.               | Maximiliano Richeze\| | Lampre–Merida               | + 0"       |
| 3.               | Christopher Sutton    | Team Sky                    | + 0"       |
| DSQ              | Davide Appollonio     | Androni Giocattoli–Sidermec | + 0"       |
| 4.               | Jarl Salomein         | Topsport Vlaanderen–Baloise | + 0"       |
| 5.               | Andrea Piechele       | Bardiani–CSF                | + 0"       |
| 6.               | Robert Förster        | UnitedHealthcare            | + 0"       |
| 7.               | Rafael Andriato       | Southeast Pro Cycling       | + 0"       |
| 8.               | Elia Favilli          | Southeast Pro Cycling       | + 0"       |
| 9.               | Pierpaolo De Negri    | Nippo–Vini Fantini          | + 0"       |
| 10.              | Federico Zurlo        | UnitedHealthcare            | + 0"       |

## Razvrstitev vodilnih
| Etapa          | Zmagovalec         | Skupno         | Po točkah                          | Gorski cilji   | Mladi kolesarji | Ekipno       |
| -------------- | ------------------ | -------------- | ---------------------------------- | -------------- | --------------- | ------------ |
| 1              | Artjom Ovečkin     | Artjom Ovečkin | Artjom Ovečkin                     | brez podelitve | Marko Pavlič    | Team Katusha |
| 2              | Pierpaolo De Negri | Artjom Ovečkin | Salvatore Puccio                   | Mauro Finetto  | Marko Pavlič    | Team Katusha |
| 3              | Primož Roglič      | Primož Roglič  | Salvatore Puccio                   | Mauro Finetto  | Domen Novak     | Adria Mobil  |
| 4              | Marko Kump         | Primož Roglič  | Davide Appollonio Salvatore Puccio | Mauro Finetto  | Domen Novak     | Adria Mobil  |
| Končni nosilci | Končni nosilci     | Primož Roglič  | Salvatore Puccio                   | Mauro Finetto  | Domen Novak     | Adria Mobil  |

## Končna razvrstitev
| Legenda | Legenda                      | Legenda | Legenda                          |
| ------- | ---------------------------- | ------- | -------------------------------- |
|         | Zmagovalec skupnega seštevka |         | Zmagovalec gorskih ciljev        |
|         | Zmagovalec po točkah         |         | Zmagovalec med mladimi kolesarji |

### Skupno
| Uvr. | Kolesar              | Ekipa                        | Čas         |
| ---- | -------------------- | ---------------------------- | ----------- |
| 1.   | Primož Roglič        | Adria Mobil                  | 13h 42' 16" |
| 2.   | Mikel Nieve          | Team Sky                     | + 5"        |
| 3.   | Jure Golčer          | Team Felbermayr–Simplon Wels | + 8"        |
| 4.   | Mauro Finetto        | Southeast Pro Cycling        | + 8"        |
| 5.   | Diego Ulissi         | Lampre–Merida                | + 14"       |
| 6.   | Radoslav Rogina      | Adria Mobil                  | + 15"       |
| 7.   | Salvatore Puccio     | Team Sky                     | + 32"       |
| 8.   | Jan Polanc           | Lampre–Merida                | + 44"       |
| 9.   | Simone Stortoni      | Androni Giocattoli–Sidermec  | + 51"       |
| 10.  | Aleksander Foliforov | RusVelo                      | + 53"       |

### Po točkah
| Uvr. | Kolesar             | Ekipa                       | Točke |
| ---- | ------------------- | --------------------------- | ----- |
| DSQ  | Davide Appollonio   | Androni Giocattoli–Sidermec | 42    |
| 1.   | Salvatore Puccio    | Team Sky                    | 41    |
| 2.   | Pierpaolo De Negri  | Nippo–Vini Fantini          | 31    |
| 3.   | Mauro Finetto       | Southeast Pro Cycling       | 27    |
| 4.   | Diego Ulissi        | Lampre–Merida               | 26    |
| 5.   | Primož Roglič       | Adria Mobil                 | 25    |
| 6.   | Radoslav Rogina     | Adria Mobil                 | 25    |
| 7.   | Artjom Ovečkin      | RusVelo                     | 25    |
| 8.   | Marko Kump          | Adria Mobil                 | 25    |
| 9.   | Antonino Parrinello | D'Amico–Bottecchia          | 23    |
| 10.  | Maximiliano Richeze | Lampre–Merida               | 22    |

### Gorski cilji
| Uvr. | Kolesar            | Ekipa                       | Točke |
| ---- | ------------------ | --------------------------- | ----- |
| 1.   | Mauro Finetto      | Southeast Pro Cycling       | 23    |
| 2.   | Primož Roglič      | Adria Mobil                 | 12    |
| 3.   | Klemen Štimulak    | Adria Mobil                 | 12    |
| 4.   | Gianfranco Zilioli | Androni Giocattoli–Sidermec | 9     |
| 5.   | Jarl Salomein      | Topsport Vlaanderen–Baloise | 9     |
| 6.   | Mikel Nieve        | Team Sky                    | 8     |
| 7.   | Alex Cano          | Colombia                    | 8     |
| 8.   | Francesco Gavazzi  | Southeast Pro Cycling       | 8     |
| 9.   | Radoslav Rogina    | Adria Mobil                 | 6     |
| 10.  | Simone Stortoni    | Androni Giocattoli–Sidermec | 4     |

### Mladi kolesarji
| Uvr. | Kolesar          | Ekipa              | Čas         |
| ---- | ---------------- | ------------------ | ----------- |
| 1.   | Domen Novak      | Adria Mobil        | 13h 43' 56" |
| 2.   | Artjom Nič       | RusVelo            | + 3' 59"    |
| 3.   | Ildar Arslanov   | RusVelo            | + 6' 31"    |
| 4.   | Marko Pavlič     | Radenska–Ljubljana | + 7' 46"    |
| 5.   | Žiga Grošelj     | Slovenija          | + 16' 36"   |
| 6.   | Gašper Katrašnik | Slovenija          | + 29' 29"   |
| 7.   | Federico Zurlo   | UnitedHealthcare   | + 32' 04"   |
| 8.   | Žiga Ručigaj     | Radenska–Ljubljana | + 32' 21"   |
| 9.   | Edward Díaz      | Colombia           | + 32' 22"   |
| 10.  | Carlos Ramírez   | Colombia           | + 37' 14"   |

### Ekipno
| Uvr. | Ekipa                        | Čas         |
| ---- | ---------------------------- | ----------- |
| 1.   | Adria Mobil                  | 41h 08' 15" |
| 2.   | Team Sky                     | + 31"       |
| 3.   | Androni Giocattoli–Sidermec  | + 2' 34"    |
| 4.   | RusVelo                      | + 6' 37"    |
| 5.   | Southeast Pro Cycling        | + 10' 47"   |
| 6.   | Lampre–Merida                | + 12' 35"   |
| 7.   | Team Felbermayr–Simplon Wels | + 20' 42"   |
| 8.   | Bardiani–CSF                 | + 22' 41"   |
| 9.   | Nippo–Vini Fantini           | + 29' 00"   |
| 10.  | Topsport Vlaanderen–Baloise  | + 31' 08"   |

## Zabeležke
1. 1 2 3 4 5 6 7 8  Davide Appollonio je bil konec 2015 za 4 leta suspendiran zaradi dopinga. Rezultat na tej dirki in rdečo majico so mu odvzeli.